# Mont Ossa
Pour les articles homonymes, voir Mont Ossa (Tasmanie) et Ossa.
Le mont Ossa (en grec moderne : Όσσα) ou mont Kissavos (Κίσσαβος) est un mont situé dans le district régional de Larissa (périphérie de Thessalie, en Grèce), entre le mont Pélion et le mont Olympe, duquel il est séparé par la vallée de Tempé.

## Mythologie
Dans la mythologie, les géants Otos et Éphialtès, prétendant pouvoir atteindre le sommet du mont Olympe, entassèrent le mont Pélion sur le mont Ossa, donnant naissance à la topographie actuelle des deux montagnes. Cet épisode inspire l'expression moderne « entasser Pélion sur Ossa », pour désigner une entreprise ardue, voire insurmontable.